# Krugovi (časopis)
Krugovi, hrvatski mjesečnik za književnost i kulturu koji je izlazio u Zagrebu od 1952. do 1958. Izdavala ga je nakladnička kuća Mladost. U prvom godištu urednik je bio Vlatko Pavletić, inače i autor programatskog eseja "Neka bude živost..." u kojem je zaokružio poetiku i program Krugova. Časopis se suprotstavio poetici socijalističkog realizma, i zalagao za slobodu pisanja, estetski pluralizam i otvaranje prema svim trendovima suvremene svjetske književnosti. Imao je golem utjecaj na razvoj domaće književnosti druge polovice 20. stoljeća.
Od 1953. ga je uređivao Josip Barković, a od 1957. Josip Pupačić. Odgovorni urednik bio je Vlatko Pavletić. Oko časopisa se okupio velik broj mladih književnika, a bio je otvoren i za radove starijih naraštaja pisaca koji su bili bliski novom senzibilitetu.
Generacija hrvatskih književnika koja se okupila oko ovog lista dobila je naziv krugovaši. U Krugovima su objavljivali Antun Šoljan, Radovan Ivšić, Josip Pupačić, Slobodan Novak, Vlado Gotovac, Ivan Slamnig, Fedor Vidas, Vesna Parun, Milivoj Slaviček, Miroslav Slavko Mađer, Nikola Milićević, Irena Vrkljan, Dubravko Ivančan, Vesna Krmpotić, i mnogi drugi.
Na krugovaše je među ostalima, utjecala poezija Ive Kozarčanina.